# Chaetoseris macrantha
Chaetoseris macrantha là một loài thực vật có hoa trong họ Cúc. Loài này được (C.B.Clarke) C.Shih mô tả khoa học đầu tiên năm 1991.